# Bian Paul Šauperl
Bian Paul Šauperl (sinh 15 tháng 4 năm 1995) là một tiền đạo bóng đá Slovenia thi đấu cho Celje.

## Danh hiệu
Maribor
- Slovenian Championship (1): 2012–13
- Cúp bóng đá Slovenia (1): 2012–13
- Siêu cúp bóng đá Slovenia (2): 2012, 2013